# Aktív bankügylet
Aktív bankügylet a passzív bankügyletek során bevont források kihelyezése, azaz a bankoknál elhelyezett letétekből hitelek nyújtása, vagyis hitelezés. A bank az összegyűjtött pénzt olyan műveletek végzésére fordítja, amelyek során követelése keletkezik a partnerekkel szemben. Az aktív műveletek során a banknak követelése keletkezik az ügyfeleivel (hitelfelvevőkkel) szemben, tehát a bankok aktívái, azaz követelései növekednek. A műveleteknek négy fő csoportja van: hitelnyújtás, értékpapír vásárlás, tőkeérdekeltség szerzése, betéthelyezés más banknál.

## Hitelnyújtás
A hitelnyújtás pénzeszközök, áruk vagy szolgáltatások határozott időszakra történő átengedése, visszafizetési illetve visszaszolgáltatási kötelezettség mellett, kamatfizetés ellenében. A kamat a kölcsönvett pénz használatáért fizetett díj.

## Betételhelyezés más bankokban
A bankok más bankoknál és a jegybanknál betéteket helyeznek el, melyre kamatot fizet a partner bank (a betétes a saját kezdeményezésére hitelt nyújt a partner bank részére).

## Követelést megtestesítő értékpapír vásárlása
Hitelnyújtás speciális formája, ahol az értékpapír megvásárlásakor a kifizetett pénz a partner részéről felhasználható. Az értékpapír lejártakor a visszafizetésre sor kerül.

## Tőkeérdekeltségek szerzése
Nem tartozik a kereskedelmi bankok alaptevékenységi körébe. A bank a hitelnyújtás helyett, általában újonnan induló, jó gazdasági és kereskedelmi kilátásokkal rendelkező cégeknél tőkerészesedést vállal a találmányok, új termékek, technológiák piaci bevezetése során. Ez nagy kockázattal jár, a megtérülés hosszú lejáratú.